# Tropidolophus formosus
Tropidolophus formosus är en insektsart som först beskrevs av Thomas Say 1825.  Tropidolophus formosus ingår i släktet Tropidolophus och familjen gräshoppor. Inga underarter finns listade i Catalogue of Life.